# Baar (Švýcarsko)
Baar je město v německy mluvící části Švýcarska v kantonu Zug. Leží na Švýcarské plošině, 3 kilometry severně od hlavního města Zugu a 20 kilometrů jižně od Curychu. Žije zde přibližně 24 tisíc obyvatel.

## Geografie
Baar leží severně od města Zug v nadmořské výšce 443 m n. m. Řeka Lorze obtéká Baar od východu k západu velkým obloukem, pramení v Ägerisee a vlévá se do Zugského jezera, odkud se vlévá do Reussu. Místní horou je Baarburg na severovýchodě.
Centrem politické obce Baar je stejnojmenná vesnice. K rozsáhlému území obce patří také tři osady Allenwinden, Blickensdorf a Inwil, vesnice Deinikon a další jednotlivé farmy.

## Historie

Baar (1919)

Nejstarší nalezené stopy po osadnících v Baaru jsou staré více než 4700 let. Jedná se o jámový dům z kultury se šňůrovou keramikou. V roce 2022 byl při výkopových pracích objeven hrob neolitického člověka, jehož stáří bylo určeno na 4500 let.
Již v roce 500 př. n. l. Keltové v této oblasti obchodovali se Středomořím. Své sídliště vybudovali na řece Baarburg. Ta byla chráněna dřevěnou hliněnou hradbou. Od roku 100 př. n. l. do roku 400 n. l. měla na Baar silný vliv římská kultura. Svědčí o tom dosud existující kostel svatého Martina v centru Baaru a několik nálezů, jako jsou římské mince a pozůstatky hypokaustů. V 6. a 7. století se do regionu přistěhovali Alamani. V následujících staletích se Baar stále více christianizoval.
Název místa je poprvé zmiňován v roce 1045 jako Barra. Vychází z keltského osídlení na Baarburgu a znamená „vrchol, kopec“.
Kolem roku 1200 začali obyvatelé Huenenbergu, kteří byli feudály Habsburků, stavět hrad Wildenburg. Odtud ovládali oblast Baaru. V roce 1228 prodali Habsburkové panství Baar klášteru Kappel am Albis. 80 let poté koupili páni z Hunenbergu dnes již neexistující Baarská věž, která je od roku 1942 zvěčněna na obecním a později městském znaku. V roce 1352 se Baar připojil ke Staré konfederaci. V roce 1435 se v Blickensdorfu narodil Hans Waldmann, který později proslul jako vojevůdce a starosta Curychu. Do současnosti je po něm pojmenováno mnoho budov, například „Waldmannhalle“, „Restaurant Hans Waldmann“ (již zbouráno) a „Hans-Waldmannstrasse“.
V 16. století byl Baar poznamenán náboženskými nepokoji způsobenými reformací. V roce 1526 se Baar vykoupil od kláštera Kappel. O tři roky později vypukla První válka o Kappel mezi švýcarskými protestantskými a katolickými městy. Konflikt byl urovnán tzv. mléčnou polévkou („Kappeler Milchsuppe“). Asi o dva roky později však konflikt vypukl znovu a vypukla Druhá válka o Kappel. Zatímco první válka byla mírová, druhá byla válečná. Dne 11. října 1531 byl v bitvě u Kappelu zabit vůdce reformovaných Ulrich Zwingli a 24. října se odehrála rozhodující bitva u Gubelu, v níž zvítězili katolíci. O necelý měsíc později byla mezi opozičními stranami podepsána mírová smlouva. Dosud ji připomíná mírový kříž, který se nachází v Deinikonu.

## Obyvatelstvo

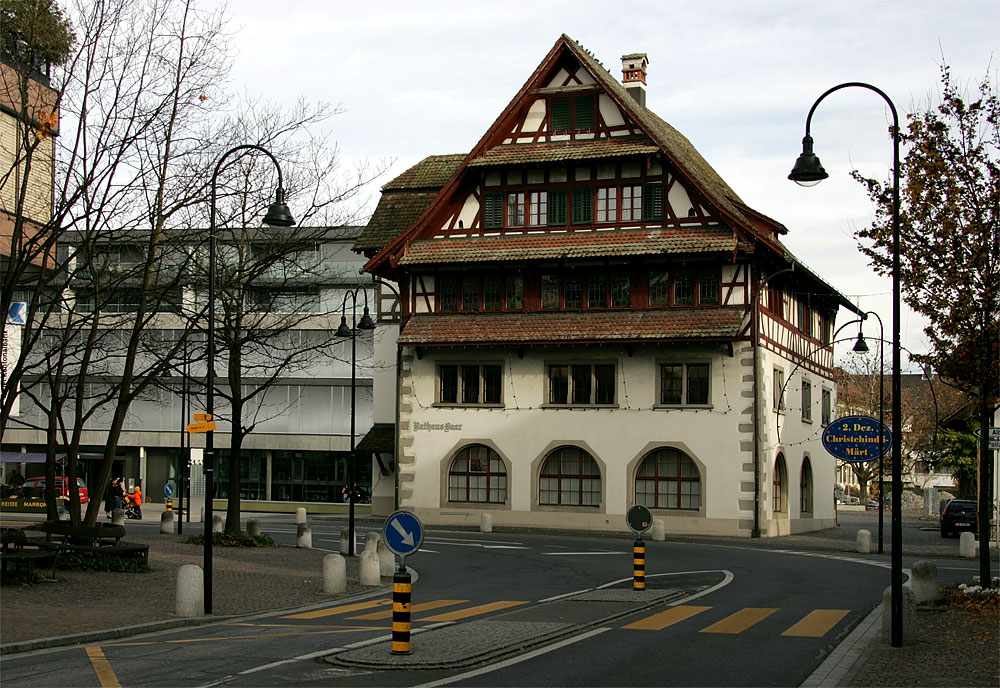
Historická radnice

| Rok            | 1743 | 1749 | 1798 | 1850 | 1860 | 1900 | 1950 | 1960 | 1970   | 1980   | 1990   | 2000   | 2011   |
| Počet obyvatel | 1831 | 1767 | 1757 | 2346 | 3323 | 4484 | 6992 | 9114 | 14 074 | 15 092 | 16 049 | 19 057 | 22 500 |

## Hospodářství

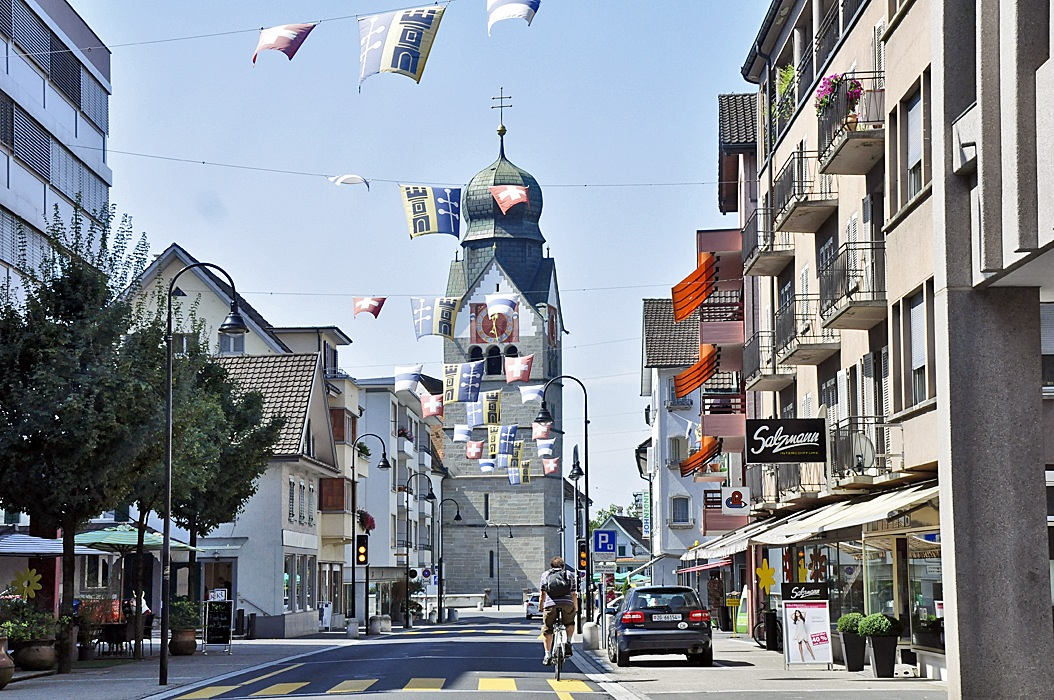
Centrum města

Až do počátku 20. století byl kanton Zug převážně chudou zemědělskou oblastí. Základ pro rychlý hospodářský růst byl položen legislativou ve 20. letech 20. století, kdy Zug, po vzoru kantonu Glarus snížil daně pro holdingové společnosti a společnosti, které si na jeho území zařídí své sídlo. Revize daňových zákonů po druhé světové válce přinesla výhody zejména středním a větším podnikům. Díky tomu se stal švýcarským daňovým rájem a v Baaru tak (po hlavním městě Zugu) sídlí nejvíce nadnárodních společností a korporací. V Baaru tak mají své sídlo např. Royal Dutch Shell, Ascom, Glencore, Völkl, Red Bull a další.

## Doprava

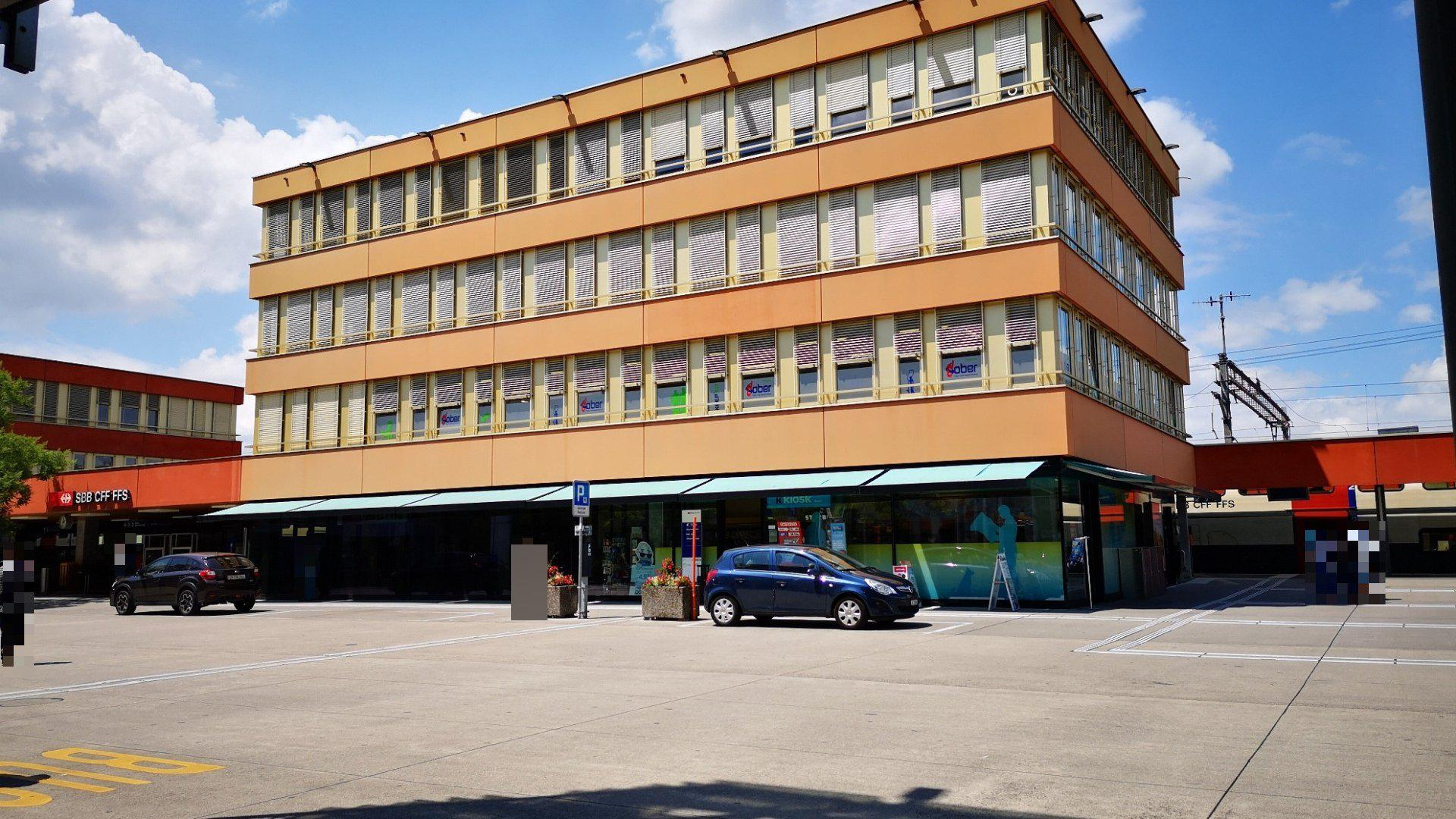
Železniční stanice Baar

Obcí Baar prochází úsek hlavní silnice č. 4 z Curychu do Zugu. Severozápadně od Baaru vede dálnice A14 po bývalé linii řeky Lorze v obci a západně od Baaru opouští obec na stejnojmenné dálniční křižovatce.
Stejnojmenná železniční stanice uprostřed Baaru leží na železniční trati Thalwil–Zug, kterou v roce 1897 otevřela Švýcarská severovýchodní dráha (NOB) jako součást přívodní trati Curyšsko-gotthardské dráhy. Trať odbočuje v Thalwilu a do Baaru se dostává přes nádraží Sihlbrugg na severu jednokolejným tunelem Albis; na jihu trať vede do stanice Zug. Stanice (včetně kolejí) přešla v roce 1902 do vlastnictví Švýcarských spolkových drah (SBB) a je obsluhována vlaky curyšské S-Bahn (od roku 1990) a Zug Stadtbahn (od prosince 2004). Spolu se zahájením provozu Stadtbahn Zug byly na území obce vybudovány také dvě zastávky Baar Neufeld a Baar Lindenpark. V roce 2007 byla stará nádražní budova nahrazena moderní.
Regionální autobusovou dopravu provozuje od roku 1951 společnost Zugerland Verkehrsbetriebe. Předchozí společnost Elektrische Strassenbahnen im Kanton Zug (ESZ) provozovala v letech 1913–1953 meziměstskou tramvajovou linku, která obsluhovala také Baar.

## Osobnosti
- Max Huber (1919–1992), švýcarský grafik, pocházel z Baaru
- Kimi Räikkönen (* 1979), finský pilot Formule 1, žije v Baaru
- Rafael Diaz (* 1986), švýcarský hokejista, pochází z Baaru